# Liste der Monuments historiques in Crugey
Die Liste der Monuments historiques in Crugey führt die Monuments historiques in der französischen Gemeinde Crugey auf.

## Liste der Objekte
| Bezeichnung                   | Beschreibung               | Standort                          | Kennzeichnung | Schutzstatus | Datum | Bild |
| ----------------------------- | -------------------------- | --------------------------------- | ------------- | ------------ | ----- | ---- |
| Glocke                        | Bronze, 1548 gegossen      | in der Kirche St-Hippolyte (Lage) | PM21000694    | Classé       | 1960  |      |
| Tragaltar                     | Holz, 16. Jahrhundert      | in der Kirche St-Hippolyte (Lage) | PM21000695    | Classé       | 1960  |      |
| Skulptur Heilige Regina       | Kalkstein, 16. Jahrhundert | in der Kirche St-Hippolyte (Lage) | PM21000696    | Classé       | 1960  |      |
| Tablett mit zwei Messkännchen | Silber, um 1700            | in der Kirche St-Hippolyte (Lage) | PM21000697    | Classé       | 1960  |      |
| Weihrauchfass und -schiffchen | Silber, 18. Jahrhundert    | in der Kirche St-Hippolyte (Lage) | PM21000698    | Classé       | 1960  |      |